# Mònica Roca i Aparici
Mònica Roca i Aparici   (Barcelona, 1969) és una empresària i enginyera de telecomunicacions catalana, presidenta de la Cambra de Comerç de Barcelona des de 2021.

## Biografia
Amb un màster en enginyeria de telecomunicacions per la Universitat Politècnica de Catalunya, va treballar durant deu anys a l'Agència Espacial Europea, als Països Baixos. El 2006, va fundar Isardsat, una empresa especialitzada en el processament de dades de satèl·lits d’observació de la Terra i en solucions per mitigar el canvi climàtic.
Des del 2021, és presidenta de la Cambra de Comerç de Barcelona després que Joan Canadell deixàs aquest càrrec en ésser elegit diputat de Junts per Catalunya a les eleccions al Parlament de Catalunya de 2021. Posteriorment a la renúncia de Joan Canadell, es va procedir a realitzar l'elecció per a trobar-se el relleu, votació que es dugué a terme el dia 8 de març de 2021. Aquesta votació es va realitzar en el marc d'un ple extraordinari al Saló dels Cònsols de la Llotja de Mar, on Roca s'imposà per 32 vots a 4 davant José María Torres, vicepresident de la fundació PIMEC, recomptant-se també 6 vots en blanc.
Mònica Roca optà a la reelecció a la cambra a les eleccions de 2023. La seva candidatura obtingué 21 vocals dels 52 en joc.